# Келчувка
Келчувка (пол. Kiełczówka) — село в Польщі, у гміні Мощениця Пйотрковського повіту Лодзинського воєводства.
Населення — 481 особа (2011).
У 1975—1998 роках село належало до Пйотрковського воєводства.

## Демографія
Демографічна структура станом на 31 березня 2011 року:
|          | Загалом | Допрацездатний вік | Працездатний вік | Постпрацездатний вік |
| -------- | ------- | ------------------ | ---------------- | -------------------- |
| Чоловіки | 224     | 44                 | 156              | 24                   |
| Жінки    | 257     | 46                 | 145              | 66                   |
| Разом    | 481     | 90                 | 301              | 90                   |